# Wagner József
Wagner József (Budapest, 1882. október 21. – Budapest, 1956. november 29.) gimnáziumi tanár, író, klasszika-filológus.

## Élete
Wágner József és Novák Katalin fia. Budapesten végezte felsőfokú tanulmányait, majd a Sorbonne Egyetem hallgatója volt egy éven át. Miután visszatért hazájába, nevelőként működött, majd 1906-ban Aradon volt oktató, 1917-től kezdve a fővárosi tanítóképző intézetben oktatott. Klasszika-filológia mellett zenével, sporttal, illetve gyorsírással is foglalkozott, és ő szerkesztette a Iuventus című latin nyelvű folyóiratot, továbbá a Dictionarium-ot is. Halálát ütőérelmeszesedés és szívizomelfajulás okozta. Felesége Benkő Erzsébet volt, akivel 1907-ben kötött házasságot Budapesten.

## Művei

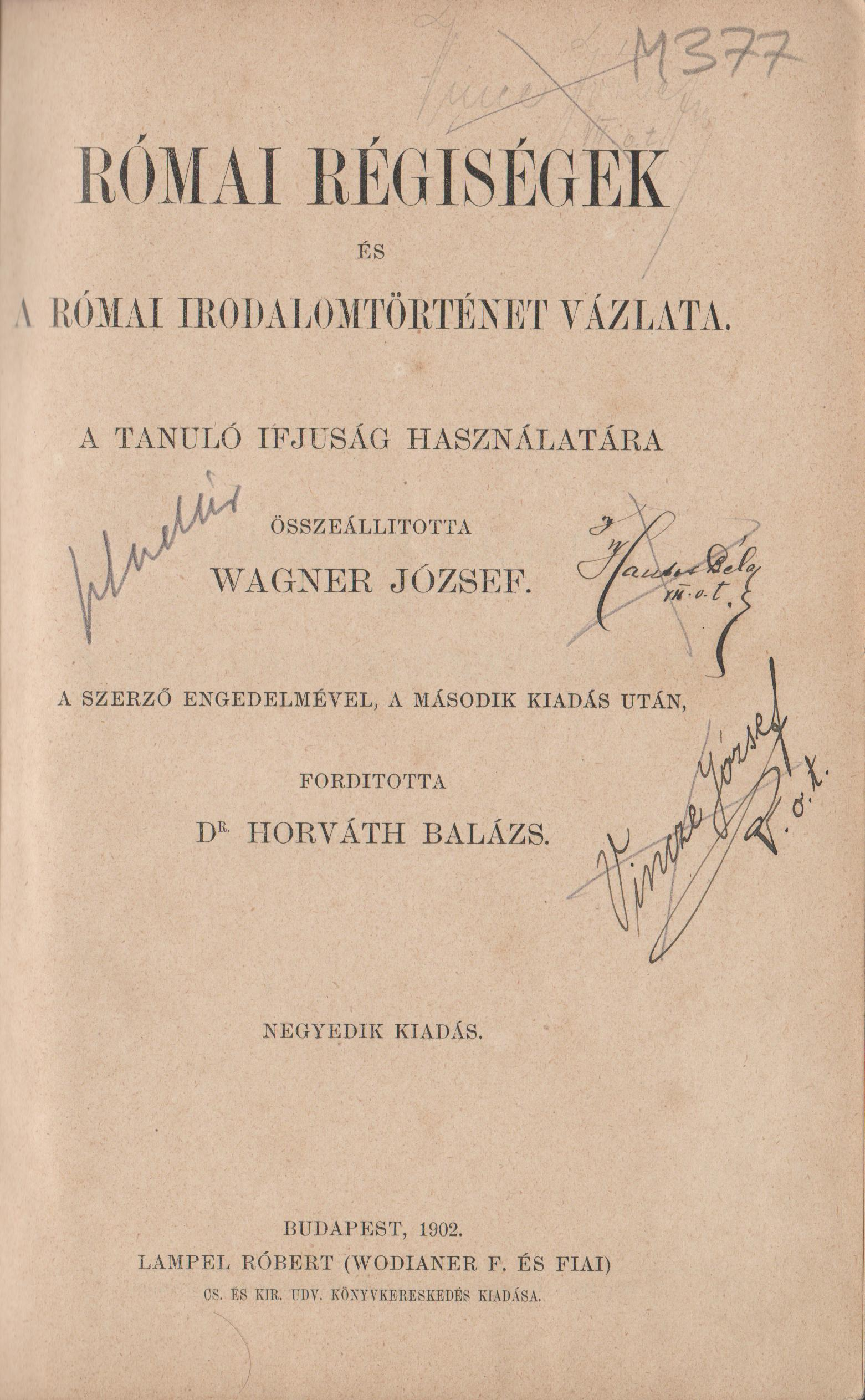
Wagner József: Római régiségek és a görög irodalomtörténet vázlata – A tanulóifjuság használatára (1902-es, negyedik kiadás)

- Ógörög sportélet. (Doktori értekezés) Pápa, 1904.
- Görög régiségek és a görög irodalom tört. vázlata. A 4. kiad. után ford. Horváth Balázs. Összeáll. 2. kiad. Bp., 1906. [s.v. Vágner is] (és 1922)
- Római régiségek és a római irodalom tört. vázlata. a tanuló ifj. használatára. A 2. kiad. után Ford. Horváth Balázs. 5. kiad. Uo., 1905. (6. kiad. 1907, 7. jav. és bőv. kiad. 1909, 8. kiad. 1910, új lny. 1921., 1924., 1926–1930; U. az Átd. Gaál László, Oszvald Arisztid. 9. kiad. 1937.; új lny. 1939–1948)
- Goethe Faustjának zenei hatása. Arad, 1913.
- A Wagner operák magyar fordításairól. [Bp., 1916] (Klny. EPhK)
- Az Aradi Philharmonikus Egyes. 25 é. tört. Arad, 1916.
- A levelező gyorsírás módszeres tankönyve 2. kiad. Bp., 1921. (A Zászlónk diákkvtára. 25/26.) (3. kiad. 1924)
- A m. diák daloskönyve. Szólamkiadás. Szerk. Uo., 1921. (A Zászlónk diákkvtára 22–23.) (2. kiad. 1922., 3. kiad. 1923)
- A gyorsírás történetének, elméletének és módszertanának tankönyve. (A gyorsírás tanítására képesítő vizsgálat anyaga) Gopcsa Lászlóval. Uo., 1922.
- Az egységes m. gyorsírás módszeres tankönyve. 1. r. Fogalmazási gyorsírás. [Középisk. sz.] Uo., [1927]
- A modern fogalmak magyar–latin szótára. Bp., 1937. (Bibliotheca Iuventutis. 1.)
- A nemzetközi segédnyelv problémája és a neolatin mozgalom. Bp., 1941.
- Emlékkönyv a Juventus 25 é. jubileumára. Melléklet: a nemzetközi segédnyelv s a neolatin mozgalom = Commentarii de 25 annis Juventutis et de Neolatino qui dicitur motu. Uo., 1941. (Bibliotheca Iuventutis 2.)
- Az antik világ zenéje. [Uo.], 1943. (Parthenon tanulmányok 6.)
- Szemelvények az Odysseiából. A gimn. 6. o. sz. [Írta Homeros]. Bev. és magy. ell. Marót Károlylyal. Bp., 1930. (Bibliotheca discipulorum. Gör. nyelv és irod. 1.) és (SZIT gimn. tankvei) (Új lny. 1942)
- Szemelvények Homeros Iliasából. A gimn. 7. o. sz. [Írta]. Bev. és magy. ell. U. azzal. Uo., 1930. (Bibliotheca discipulorum. Gör. nyelv és irod. 2.)
- A zene szerepe az antik társadalmi életben. Uo., 1943.
- Taylor gyorsírási rendszere. Danzer latin áttételében. Ford. Bp. 1944. (Bibliotheca Iuventutis 3.)